# Dendronephthya furcata
Dendronephthya furcata är en korallart som beskrevs av Huzio Utinomi 1952. Dendronephthya furcata ingår i släktet Dendronephthya och familjen Nephtheidae. Inga underarter finns listade i Catalogue of Life.